# Amaethon
Amaethon (Amatheon) – walijski bóg rolnictwa i syn Don oraz Beli.
Ukradł Arawnowi psa, czajkę i kozła sarny. Doprowaidzło to do Cath Godeau, czyli "Bitwy Drzew", toczonej przez bogów świata podziemnego a dziećmi Don. Ze względu na posiadane atrybuty był raczej kojarzony z ogólnie pojętą obfitością, której źródło leży poza widzialnym światem.